# Autogoverno
Autogoverno é a capacidade de uma pessoa ou grupo de exercer todas as funções necessárias de regulação sem a intervenção de uma autoridade externa. Pode referir-se à conduta pessoal ou a qualquer forma de instituição, como unidades familiares, grupos sociais, grupos de afinidade, entidades jurídicas, entidades industriais, religiões e entidades políticas de vários graus. O autogoverno está intimamente relacionado a vários conceitos filosóficos e sociopolíticos, como autonomia, independência, autocontrole, autodisciplina e soberania.
No contexto dos estados-nação, o autogoverno é chamado de soberania nacional, que é um conceito importante no direito internacional. No contexto da divisão administrativa, um território autônomo é chamado de região autônoma. O autogoverno também está associado a contextos políticos em que uma população ou demografia se torna independente do domínio colonial, governo absoluto, monarquia absoluta ou qualquer governo que eles percebam que não os representa adequadamente. É, portanto, um princípio fundamental de muitas democracias, repúblicas e governos nacionalistas. O termo "swaraj" de Mohandas Gandhi é um ramo dessa ideologia de autogoverno. Henry David Thoreau foi um grande proponente do autogoverno em vez de governos imorais.

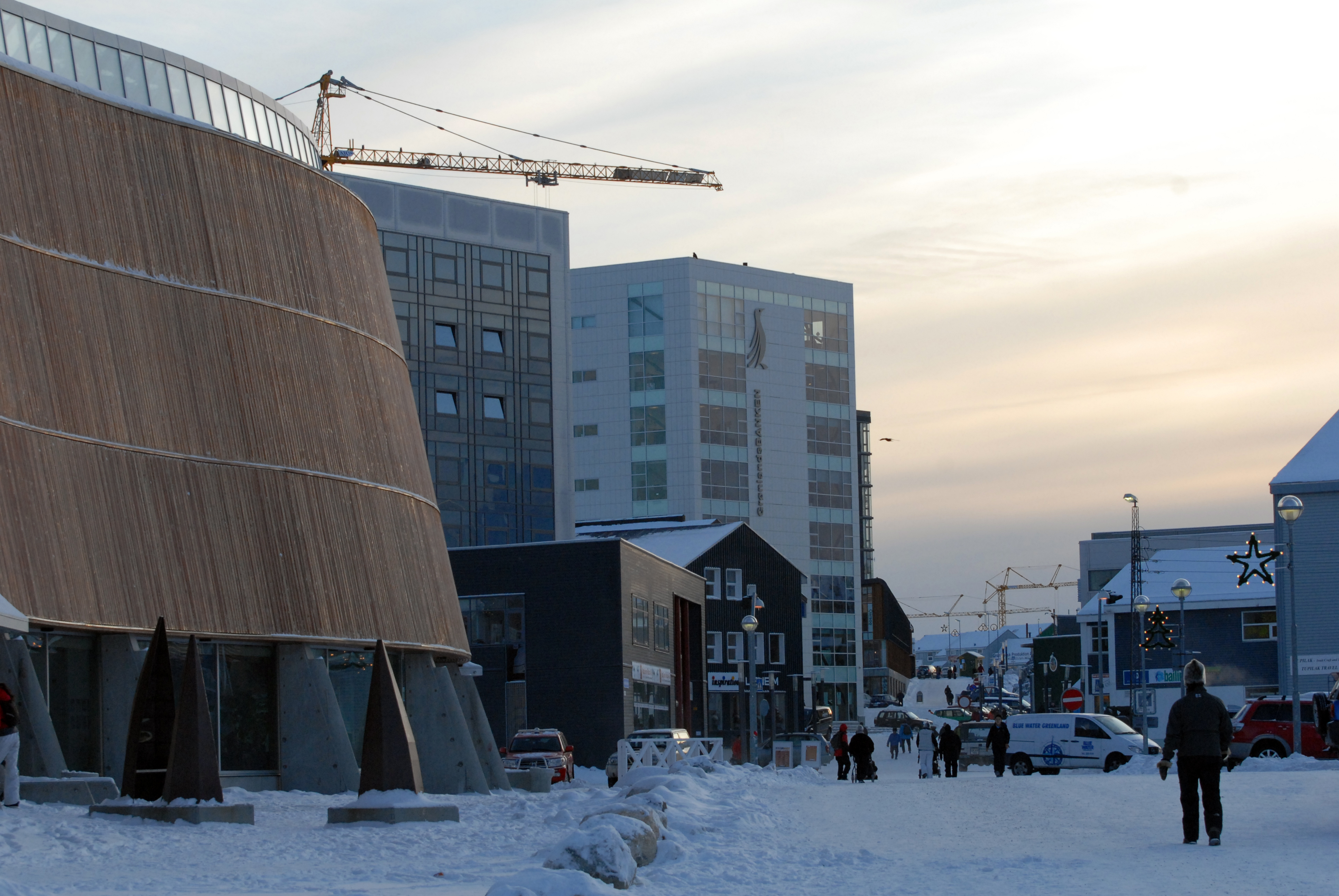
A Groenlândia, um território autônomo do Reino da Dinamarca, é autogovernada desde 2009 (foto: Nuuk, Groenlândia)